# KBS 드라마 스페셜 (1997년 텔레비전 프로그램)
《KBS 드라마 스페셜》은 1997년에 방송된 한국방송공사의 단막극 시리즈이다.

## 방송 일정
| 채널    | 방영일                           | 방영 시간                 |
| ------- | -------------------------------- | ------------------------- |
| KBS 2TV | 1997년 3월 9일 ~ 1997년 5월 18일 | 일요일 밤 10시 ~ 11시 5분 |
| KBS 2TV | 1997년 5월 25일 ~ 1997년 6월 8일 | 일요일 밤 9시 ~ 10시 5분  |

## 작품 리스트
아래의 텔레비전 드라마 중 2003년 이전에 제작 · 방송한 작품은 부득이하게 일부 장면에서 흡연 장면 및 담배 소품의 노출이 될 수 있으며, 이것에 대한 시청자 여러분의 양해를 바랍니다.
| 회차 | 방송일   | 제목 (타이틀)          | 출연자                                                                                                   | 극본   | 연출   | 영상(풀버전)                                | 비고 |
| ---- | -------- | ---------------------- | --- | ------ | ------ | ------------------------------------------- | ---- |
| 1화  | 3월 9일  | 아직은 사랑할 시간     | 최수종, 유호정, 박해숙, 박성미, 나한일, 김민정, 이경실, 강신조, 심현민, 이상훈                           | 노희경 | 표민수 |                                             |      |
| 2화  | 3월 16일 | 고목에 꽃피는 거 봤수? | 신구, 노현희, 김석옥, 이일웅, 김동석, 윤영주, 강경헌                                                     | 김하경 | 이강현 |                                             |      |
| 2화  | 3월 16일 | 고목에 꽃피는 거 봤수? | 신구, 노현희, 김석옥, 이일웅, 김동석, 윤영주, 강경헌                                                     | 김연하 | 이강현 |                                             |      |
| 3화  | 3월 23일 | 아이 만들기            | 윤다훈, 박은영, 이영후, 서승현, 박현숙, 고지영, 선우재덕, 이한위, 안형식, 윤예희, 강미, 손종범           | 임경아 | 문보현 |                                             |      |
| 4화  | 3월 30일 | 시간의 저편            | 김도연, 박진성, 노경주, 김경응, 이신재, 최은숙, 이기철, 이배국                                           | 허현미 | 이상우 |                                             |      |
| 5화  | 4월 6일  | 멋진 녀석들            | 김리나, 김정균, 강신조, 박성미, 남현주, 박현숙, 권은아, (이하 아역) 오태경, 주한울, 이강우, 주세환, 문혁 | 진수완 | 강일수 |                                             |      |
| 6화  | 4월 13일 | 무제                   | 천호진, 신혜수, 이동준, 김진태, 양재성, 서학                                                             | 유갑열 | 최지영 |                                             |      |
| 7화  | 4월 20일 | 황새 엄마, 뱁새 아빠   | 김규철, 이미경, 이종남, 손현주, 양재원, 유종원                                                           | 이송정 | 이재영 |                                             |      |
| 8화  | 4월 27일 | 마지막 인사            | 이낙훈, 안영주, 박병훈, 한경선, 김하균, 이경실, 황성정                                                   | 박언희 | 윤용훈 |                                             |      |
| 9화  | 5월 4일  | 자매의 뜰              | 이주경, 유세인, 오미경, 김명수, 장영주                                                                   | 고선희 | 표민수 |                                             |      |
| 10화 | 5월 11일 | 가족이 되는 법         | 백일섭, 이세창, 신윤정, 김자옥, 신귀식                                                                   | 구선경 | 이강현 |                                             |      |
| 11화 | 5월 18일 | 개도둑                 | 이원종, 박인환, 이일웅, 이영주, 기정수, 이한수, 권은아                                                   | 김원식 | 이상우 |                                             |      |
| 12화 | 5월 25일 | 오월의 크리스마스      | 김소연, 이병춘, 박현숙, 고지영, 황석규, 이재식, 오태경, 이일화, 김일우, 전원주, 강영아                   | 진수완 | 강일수 | https://www.youtube.com/watch?v=DcykE7ErMV8 |      |
| 13화 | 6월 1일  | 이야기                 | 남주희, 박진성, 홍일권, 윤지숙                                                                           | 유갑열 | 최지영 | https://www.youtube.com/watch?v=QPalYF6ql9Y |      |
| 14화 | 6월 8일  | 다른 시간 다른 장소    | 이세창, 장진영, 김원배, 최종원                                                                           | 박언희 | 윤용훈 |                                             |      |